# Paroedura masobe
Paroedura masobe — вид геконоподібних ящірок родини геконових (Gekkonidae). Ендемік Мадагаскару.

## Поширення й екологія
Paroedura masobe відомі з кількох місцевостей, що лежать на північному сході острова Мадагаскар. Вони живуть у вологих рівнинних тропічних лісах, на висоті від 1 до 3 м над землею. Зустрічаються на висоті від 300 до 600 м над рівнем моря.

## Збереження
МСОП класифікує цей вид як такий, що перебуває під загрозою зникнення. Paroedura masobe загрожує знищення природного середовища.